# نبرد قلعه گراش
جنگ قلعهٔ گراش یا نبرد قلعه نبردی است که در تاریخ ۱۰ آذرماه سال ۱۳۰۸ هجری شمسی، مابین نیروهای حکومتی رضاشاه پهلوی به فرماندهی سرلشکر حبیب‌الله شیبانی و خوانین گراش به فرماندهی زادان‌خان گراشی شروع شده و پیامدها و نتایج آن تا ۶ تیرماه ۱۳۰۹ هجری شمسی ادامه داشت.

## پیش‌زمینه
در سال ۱۳۰۷ هجری شمسی، قضیه جعل چک حاج‌محمدحسین لاری معروف به حاج حسین کمپانی تاجر معروف لار برملا می‌شود و پس از تحقیقات، جاعل آن فردی گراشی به‌نام علی‌شاه معرفی می‌گردد. حاج‌حسین کمپانی شکایت خود را به نزد قوام حاکم فارس برده، قوام نیز حکم دستگیری وی و حسن‌قلی‌خان حاکم گراش را صادر می‌کند. در نهایت مشخص می‌شود مبلغ ۳۰ هزار تومان چک جعل شده‌است و جاعل آن یعنی علی‌شاه به حبس محکوم می‌شود. پس از این وقایع، زادان‌خان گراشی احساس خطر کرده و در قلعه گراش متحصن می‌شود. این اقدام زادان‌خان از سوی دیگر مقامات محلی دستاویز شده و با خطرناک تلقی کردن آن، حاکم منصوب رضاشاه در شیراز را تحریک به لشگرکشی به گراش می‌کنند.

## درگیری

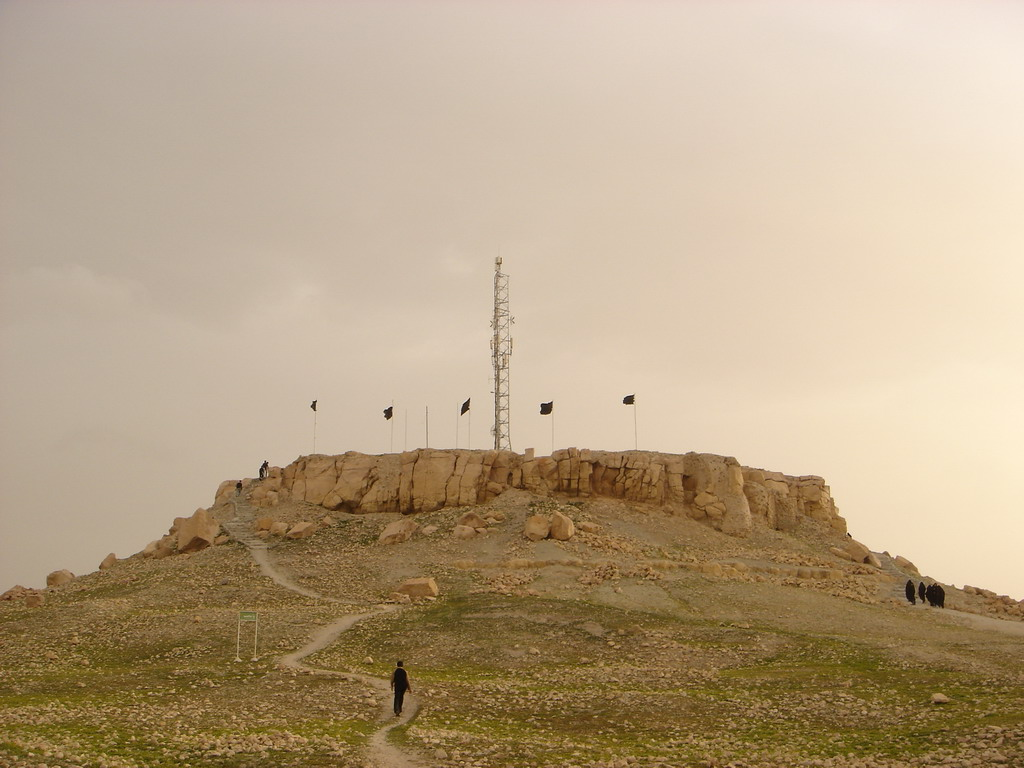
نمایی از قلعه همایون‌دژ گراش

در آذرماه ۱۳۰۸ اردوی نظامی از شیراز به لار رسیده و موقعیت قلعه گراش را برای خلع سلاح بررسی می‌نماید. از طرفی زادان‌خان نیز نامه‌ای می‌نویسد و در آن ذکر می‌کند که وی متمرد و یاغی نبوده و قصد درگیری ندارد. هرچند این نامه به مقصد نمی‌رسد.
در قلعه گراش زادان‌خان با ۸۰ نفر تفنگچی موضع گرفته و مقدار زیادی نیز مهمات و خواربار درون قلعه جمع‌آوری کرده بوده‌است که برای هرگونه محاصره آمادگی داشته باشد. در روز اول نبرد، نیروهای دولتی به قلعه گراش حمله می‌کنند اما موفق به فتح قلعه نشده و با دادن ۲۰ نفر مقتول و مجروح عقب‌نشینی می‌کنند. زمانی که این اوضاع به فرماندهی کل نیروهای جنوب در شیراز اطلاع داده می‌شود، سرلشکر حبیب‌الله شیبانی با دو عراده توپ صحرایی خود را به گراش رسانده و طی یک سلسله درگیری و شلیک متعدد توپ، موفق به فتح قلعه می‌شود.
پس از سقوط قلعه، زادان‌خان از پشت قلعه فرار می‌کند اما عده‌ای از خانواده او اسیر می‌شوند که برادر زادان‌خان پس از محاکمه در لار اعدام می‌شود.

## پیامد
این جنگ باعث برافتادن سلسه حکامی می‌شود که سال‌ها به صورت نیمه‌خودمختار بر نواحی جنوب فارس و هرمزگان حکومت می‌کردند.